# المعالم الأثرية في رشيد
تعتبر مدينة رشيد من المدن القليلة التي لاقت شهرة عالمية بين المدن المصرية، وهي مدينة فريدة في موقعها بين النهر والبحر ذات طبيعة مميزة، غزيرة بآثارها المتنوعة كمتحف مفتوح للعمارة الإسلامية بكل عناصرها متفردة عن مدن كثيرة في محافظتها على طابعها وتراثها المعماري الذي يمثل حقبة مهمة في تاريخ المنطقة بدءاً من العصر المصري القديم حتى عصرنا الحديث شاهداً على أحداث كثيرة حدثت لها أثرت في ازدهارها وحضارتها ومركزها التجاري.
وهي من أهم المدن المصرية فمن مدينة بولبتين ورخيت ورشيت إلى رشيد تغيرت المواقع والأماكن ولم تتغير أهميتها. ومن صناعة العجلات الحربية في العصر المصري القديم وصد الغارات عن الجبهة الغربية لمصر إلى تصديها لغزوات كثيرة لتغير تاريخ مصر ومن أهمها صد حملة فريزر عام 1807م هزيمتهم أخرت احتلالهم لمصر خمسة وسبعون عاماً ولم يكن دخولهم من جبهتها ولكن من الجبهة الشرقية عام 1882 م. ازدهارها كان في العصر المملوكي ثم العثماني كميناء هام للربط بين التجارة العالمية والقاهرة العاصمة مروراً ببوغازها ونيلها. قلعة قايتباى وحجر رشيد وفك رموز الحضارة المصرية القديمة، الحملة الفرنسية، حملة فريزر، الاضمحلال وتحول التجارة للإسكندرية بعد حفر ترعة المحمودية ما زالت باقية شامخة بحضارتها.

## أهمية رشيد على مر العصور

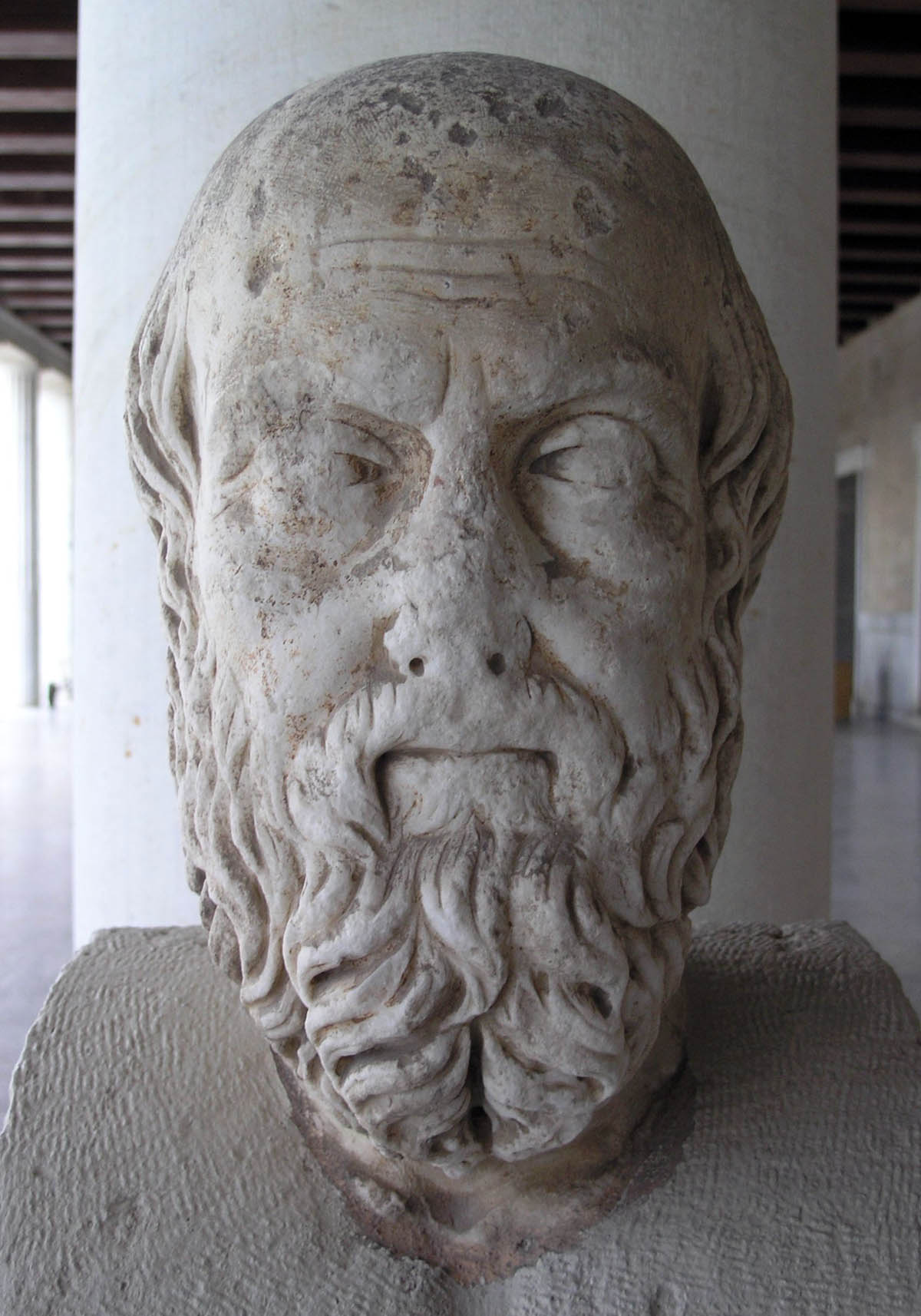
تمثال لهيرودوت

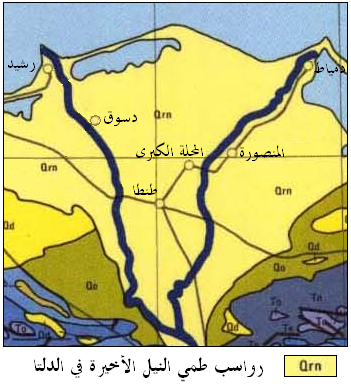
خريطة جيولوجية للدلتا تبيّن موقع رشيد على أرض مكونة من طمي النيل.

مدينة رشيد واحدة من مدن محافظة البحيرة، وتقع الآن على مسافة إثنى عشر كيلو متر فوق مصب النيل فرع رشيد وكان يعرف قديماً بالأرموسية ويسمى البوغاز وهو كلمة تركية الأصل تعنى Goster أي الحلقوم، والبوغاز عبارة عن مدخل شديد الضيق يصل إليه المجرى مخترقاً كتل الرمال ومكوناً ذراعاً عند مصب النيل وهذه الكتل الرملية قد تكونت مع ترسيبات النهر حين يفقد سرعته عند إقترابه من البحر وليس هناك ما هو أكثر تقلباً من هذا الممر، فكتل الرمل التي يخترقها تتحرك على الدوام بفعل الأمواج وعندما تهب رياح الغرب أو رياح الشمال بشئ من العنف تندفع مياه النيل من جديد نحو الجنوب فيضطرب المجرى في كل مكان، وتمثل رشيد إحدى زوايا المثلث الذي تشغله الدلتا بين القاهرة ودمياط ورشيد، وكان هيرودوت أول من أطلق كلمة (الدلتا) على السهل المتكون من ترسيبات النهر والذي يشبه حرف الدال اليوناني (الدلتا) على السهل المتكون من ترسيبات النهر والذي يشبه حرف الدال اليوناني (الدلتا) على شكل المثلث المقلوب.

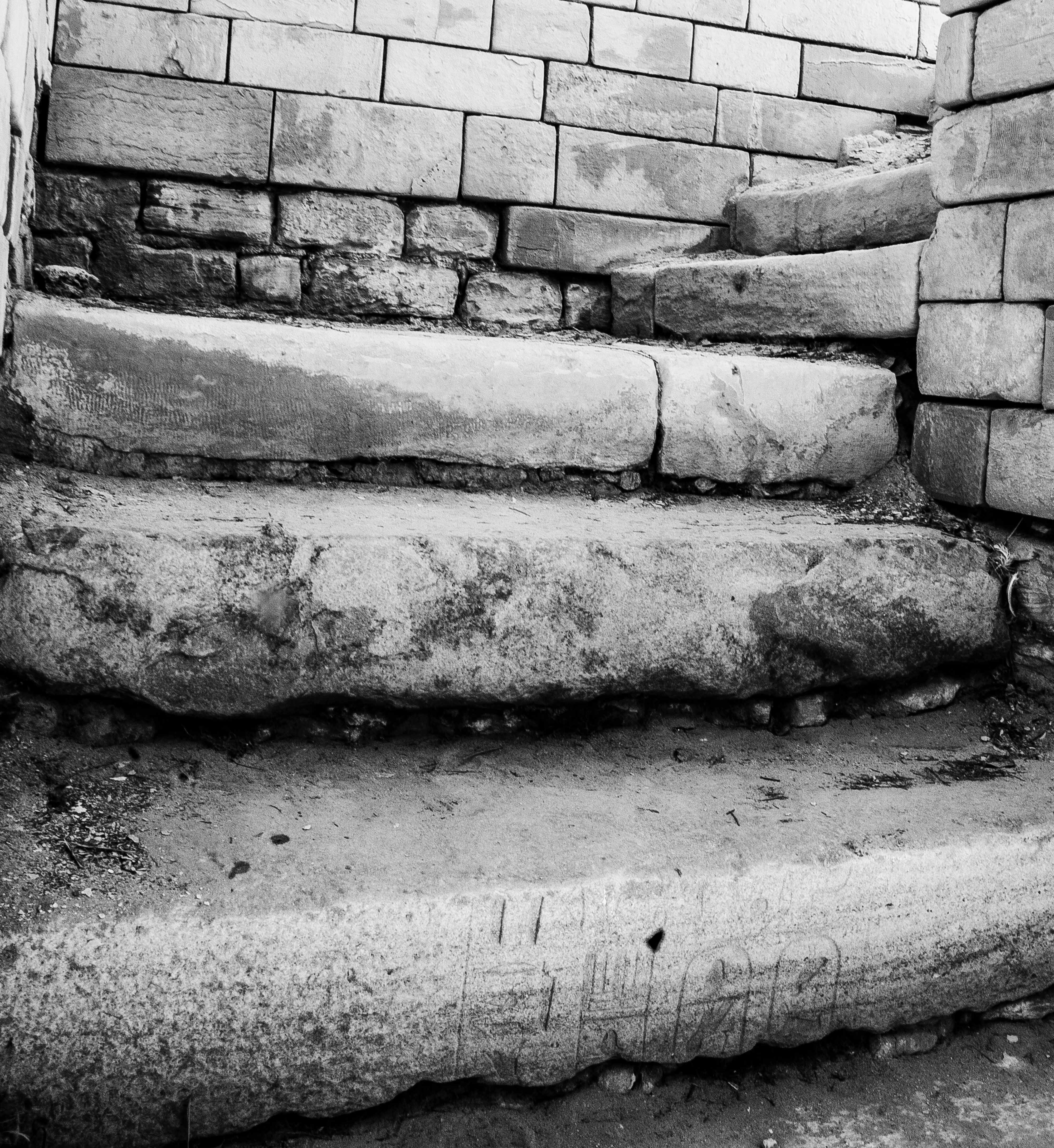
صورة لحجر فرعوني بأحد سلالم قلعة قايتباي برشيد

وتعتبر مدينة رشيد واحدة من أهم ثغور مصر، وقد ذكرها سترابون باسم بولبتين، كما ذكر أنها تقع على مصب فرع النيل البولبتينى «فرع رشيد»، وقد اشتق إسمها من الاسم الفرعوني «رخيت» وهو اسم يعنى سكان منطقة الدلتا وقد تحول ذلك الاسم إلى الاسم القبطى وهو «رشيت» ثم تحول فيما بعد إلى رشيد، والرخيت هم سكان الدلتا القدماء قبل الوحدة السياسية بين الشمال والجنوب، والفرع البولبتينى أحد فروع النيل السبعة في العصور القديمة وتتفرع من الفرع الكانوبى «ترعة الإسكندرية» ويسير متبعاً في سيره فرع رشيد الحالي، أما أسمه فقد أشتق من مدينة بولبتين وهذا الفرع لم يكن في زمن هيرودوت 450 ق.م سوى ترعة حفرتها يد البشر كما ذكرها هذا المؤرخ وقد ورد ذكره بأنه فرع منذ زمن سترابون 1 ق.م وكان أكثر انحدراً واستقامة في مجراه وقد تضاءلت أهمية الكانوبى الذي أصبح ترعة وأصبح البولبتينى فرعاً، وقد أطلق الرومان على الفرع البولبينى اسم الأشتوم وهي تعنى الحلقوم وتعنى البوغاز أيضاً، وكانت المنطقة التي تشغلها مدينة رشيد في العصر الفرعوني ضمن المقاطعة السابقة رع امنتى أو نفرامنتى وهي المقاطعة الأولى غرباً وسماها اليونانيون متيليت وتقع بين الاسكندرية والفرع البولبتينى، وتعنى كلمة متيليت بلد الأجانب إشارة إلى الهلينين الذين سكنوا شمال الدلتا، وكانت منطقة كان«أبو قير» من مدن المقاطعة إلى جانب مدينة بولبتين وتشغل الآن شمال محافظة البحيرة.
وعندما غزا الإسكندر الأكبر مصر وقام ببناء مدينة الاسكندرية سنة 331ق.م بدأت مدينة بولبتين في الأضمحلال حيث تحولت التجارة عنها إلى الفرع الكانوبى إلا أنها ظلت تؤدي دورها الديني والتجاري واستمرت بها صناعة العجلات الحربية أيضاً، وكانت نتيجة لموقع رشيد على البحر المتوسط وعلى مدخل نهر النيل أثر كبير في زيادة الاهتمام بتحصينها ففي عصر الدولة
المصرية الحديثة 1575 :1085ق.م وفي عهد الأسرة التاسعة عشر (1308 - 01186ق.م) قام الملك منفتاح ببناء تحصينات في رشيد في المدة من 1224 :1214ق.م. وذلك للدفاع عن البلاد ضد هجمات قراصنة البحر، وقد حاول بسماتيك الأول مؤسس الأسرة السادسة والعشرين أن يعيد إلى مصر وحدتها فأقام معسكراً على ساحل مدينة رشيد لحماية شواطئ رشيد.

### العصر البطلمي

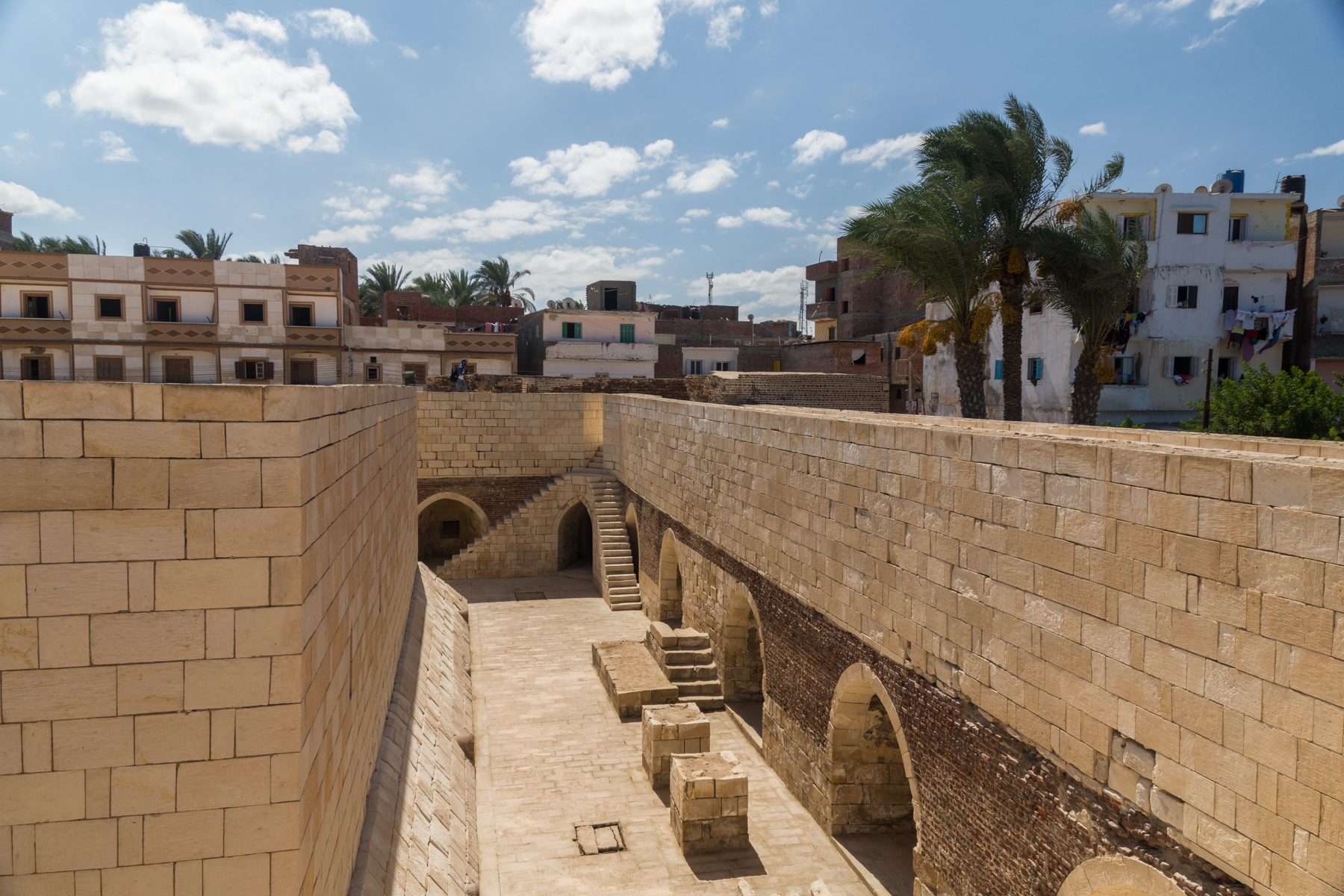
صورة لقلعة قايتباي أو (طابية رشيد) من الداخل

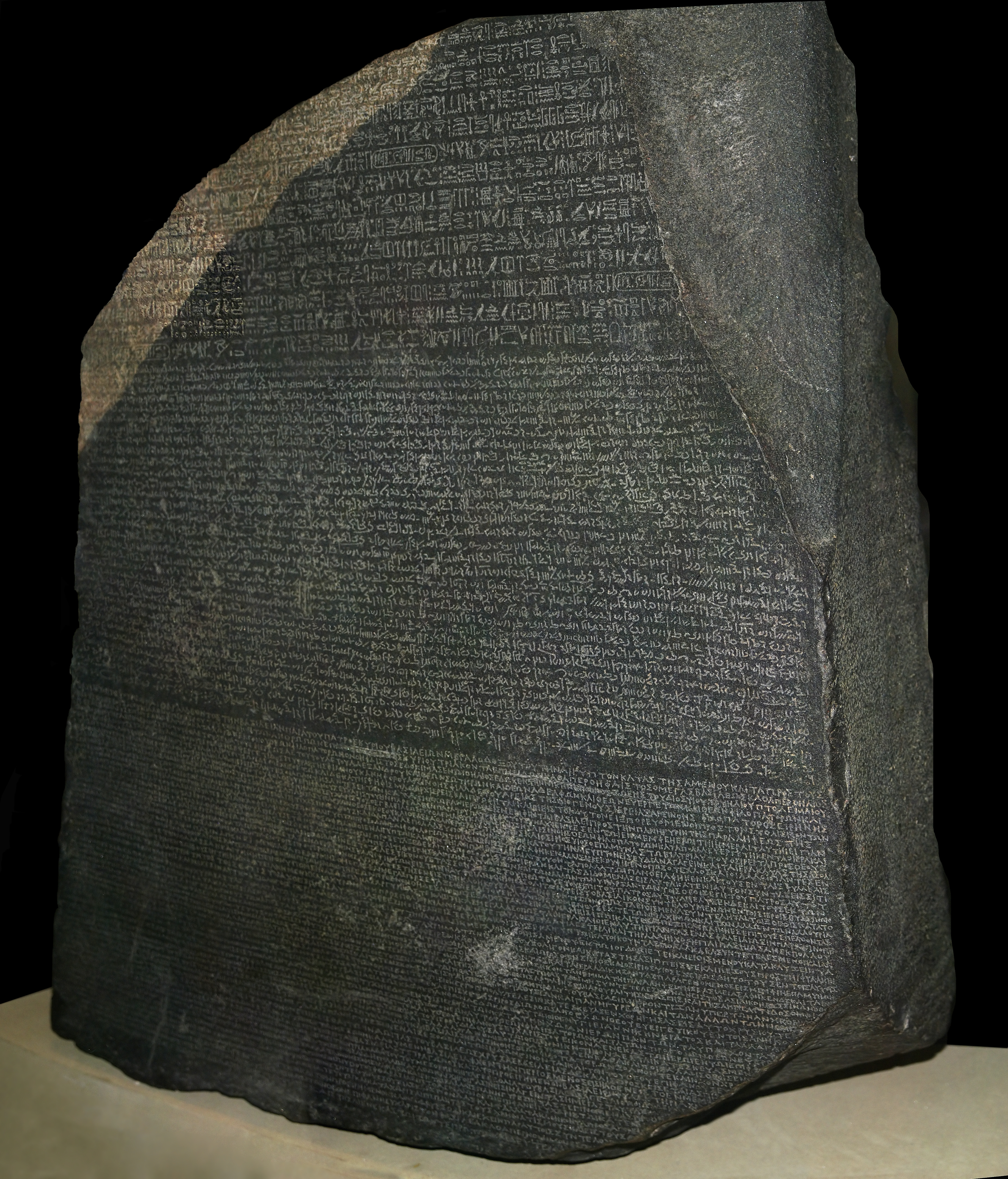
صورة لحجر رشيد من المتحف البريطاني

وفي العصر البطلمي 333 ق.م كانت مدينة بولبتين سوقاً رائجة وكان بها معبداً كبيراً سمي «بولبتنيوم» وهذا المعبد كان يضم في جنباته نسخة من القرار الذي صدره مجمع الكهنة إجلالاً وتقديراً للملك بطليموس الخامس عام 196ق.م وكان مدوناً على حجر باللغة الهيروغليفية واليونانية والديموطيقية، وقد إكتشفه الفرنسيون عام 1799م بقلعة قايتباى برشيد وكان جزءاً من البناء نقل ضمن الأحجار المستخدمة والتي جلبت من أطلال بولبتين، واستولى الإنجليز على هذا الحجر وهو ما يعرف باسم «حجر رشيد» الذي كان مفتاحاً لفلك طلاسم ورموز اللغة المصرية القديمة على يد العالم الفرنسي شامبليون وهو الآن محفوظاً بالمتحف البريطاني.

### العصر البيزنطي
وقد إحتفظت مدينة رشيد بمكانتها الدينية حتى العصر البيزنطي وكانت تمثل نظاماً مسيحياً منعزلاً عن باقى مدن الدلتا نتيجة لإحاطتها بالبحيرات والمجارى المائية واستمر هذا الدور حتى الفتح العربي لمصر على يد القائد عمرو بن العاص فبعد أن فتح مدينة الاسكندرية 641هـ وعقد صلحاً مع صاحب رشيد ويدعى «قزمان». وقد أدى الجزية للمسلمين وبقيت الكنائس في رشيد كما هي لمن بقي على دينه من أهلها ومع أن رشيد فتحت صلحاً إلا أنها كانت مسرحا للعديد من ثورات الأقباط وذلك ما حدث عام 107هـ وعام 133هـ.

### العصر الإسلامي
ولقد ذكر المؤرخون ان مدينة رشيد الحالية بدأت في الظهور عام 256هـ /870م عندما أمر الخليفة العباسي المتوكل بإنشاء عدد من الربط في عام 239هـ/853م. والرباط عادة ما يكون ذا طابع ديني وحربي معاً ويقع على الحدود الإسلامية وفي ثغورها المعرضة للأعتداء بعد التهديد البيزنطي للثغور المصرية وفي عام 256هـ/870م شهد تحولاً في التجارة من الفرع الكانوبى الذي جف تماماً في هذه السنة وإنعزلت الإسكندرية وإضطرت الملاحة إلى العودة مرة ثانية لفرع رشيد وإنعزلت أيضاً مدينة فوة والتي كانت تقصدها السفن من الإسكندرية. ولقد إزدهرت مدينة رشيد في القرن 3هـ وأصبحت مدينة آهلة بالسكان ولها ميناء هام وتضم أربعة عشر قرية ثم إضمحل شأنها فأصبحت تضم رشيد وإدكو ثم أصبحت تابعة للأسكندرية وكان بها سوق وحمام ونخيل كثير ولها إيراد واسع. ولقد إزدهرت مدينة رشيد في القرن 3هـ وأصبحت مدينة آهلة بالسكان ولها ميناء هام وتضم أربعة عشر قرية ثم إضمحل شأنها فأصبحت تضم رشيد وإدكو ثم أصبحت تابعة للإسكندرية وكان بها سوق وحمام ونخيل كثير ولها إيراد واسع.

### العصر الفاطمي
وفي العصر الفاطمي أصبحت مدينة متحضرة وأنتعشت تجارتها ومزراعها بعد أن أنشئ الفاطميون مدينة القاهرة 358هـ - 969م وتدهورت الإسكندرية تماماً وأصبحت رشيد مع دمياط ميناءين هامين ومركزين للتجارة، وقد تعرضت مدينة رشيد في أواخر العصر الفاطمي مع غيرها من المدن الساحلية لحملة قبرصية سنة 550هـ / 1160م وكان السلب والنهب هو الأثر الذي تركته هذه الحملة البحرية عليها.

### العصر الأيوبي
وفي العصر الأيوبي تركز الصراع على الجهة الشمالية الشرقية للدلتا وبرغم ذلك فقد إتخذ فرع رشيد طريقاً لإحدى الحملات الحربية الذي سلكته حتى فوة عام 600هـ / 1023م حيث أقامت هناك أيام تنهب المدينة.
وفي القرن السابع الهجرى كانت رشيد قرية صغيرة وقد وصفها ياقوت الحموي بأنها بليدة على البحر والنيل قرب الإسكندرية، كما يذكر ابن مماتى ما كان يؤخذ من ضرائب مفروضة على المراكب التجارية الوافدة حيث كانت الرياح تدفع المراكب فتدخل ميناء رشيد ويصعب إخراجها إلى الإسكندرية ويرسل موظفين من الإسكندرية لتقدير الضرائب على هذه المراكب التجارية، ونتيجة لذلك أصبحت رشيد في المركز الثانى بعد الإسكندرية وكانت الرمال تسد البوغاز وتصل للطرق والمبانى، وأدى ذلك لتدهور التجارة في رشيد في العصر الأيوبي حيث أنتقل أهلها إلى مدينة فوة.

### العصر المملوكي

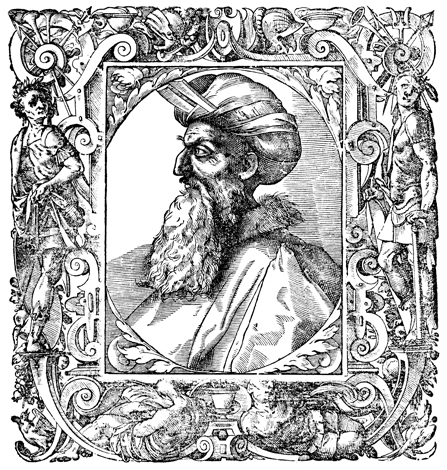
صورة للمملوك قايتباي

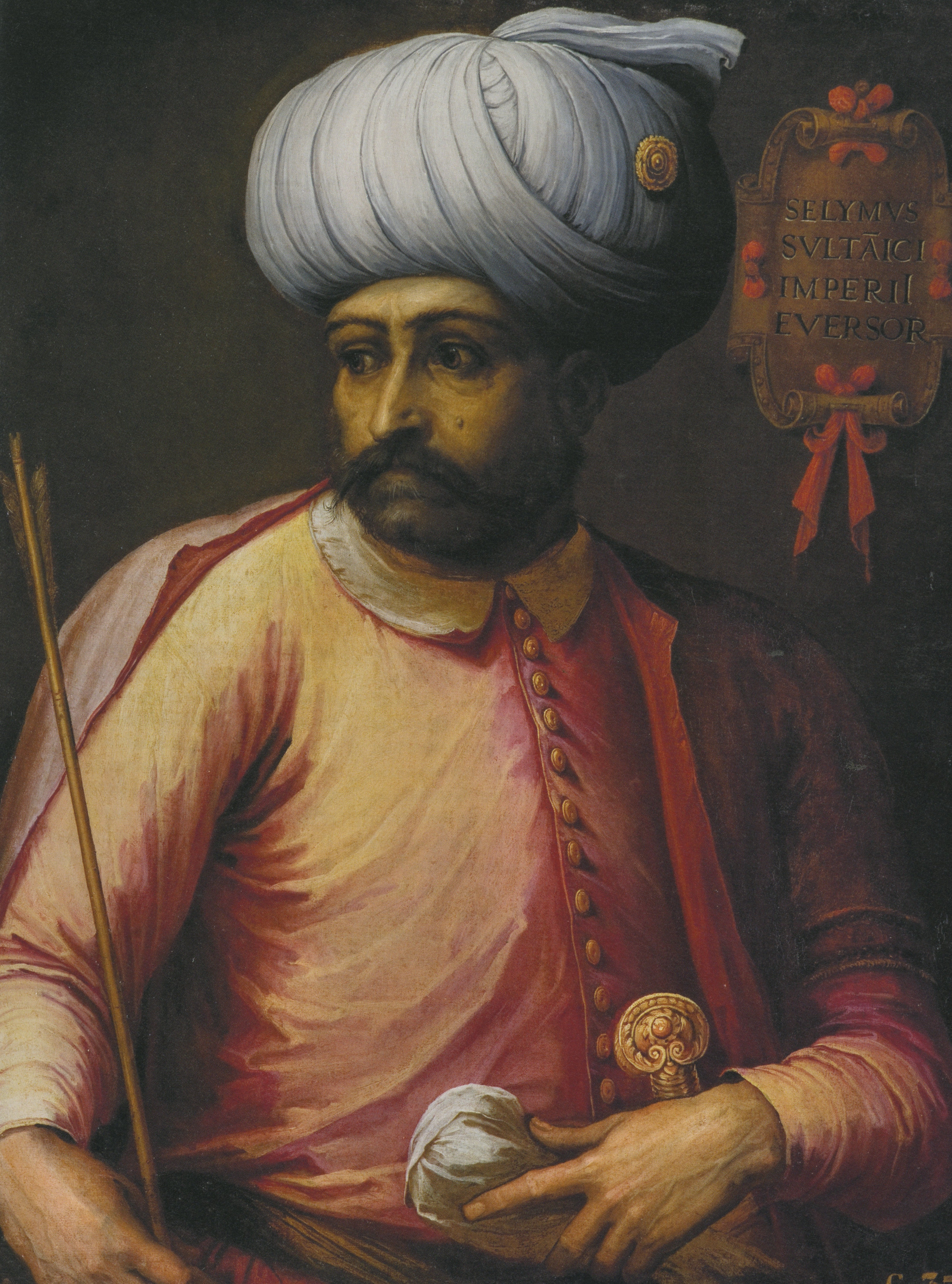
صورة للسلطان سليم الأول

أما في العصر المملوكي فزاد الإهتمام برشيد وصارت ثغراً مستقلاً بذاته في عصر الناصر محمد بن قلاوون واصبحت من الأعمال النستراوية نسبة إلى نستراوة شمال بحيرة البرلس، كما أنشئ بها منار عمره السلطان الظاهر بيبرس البندقدارى وبأسفله برج عمره صلاح الدين بن عرام على شاطئ النيل، كما أنشأ فيروز العرامى برجاً كذلك، ونتيجة لأهمية رشيد فقد أصبحت مطمعاً للقراصنة القادمين من جزر البحر المتوسط والذين كانوا يتخذون من رودس قاعدة لهم. وكانت هذه الأخطار سبباً رئيسياً دفع السلطان جقمق 845هـ / 857م إلى تزويد المدينة بالجنود لحمايتها من الجند الفرنجة وهجماتهم، كما أنشأ السلطان قايتباى 876هـ - 1472م قلعة بها، وأمر السلطان الغورى بإنشاء سور على ساحل البحر وأبراج لحفظ الثغر وشجع الأجانب على الإقامة بها وخاصة البنادقة منهم.

### العصر العثماني
وفي العصر العثماني أصبحت مدينة رشيد مركزاً هاماً للتجارة الدولية والبحرية مع إستانبول بعد أن استولى السلطان سليم الأول على مصر في عام 1517م وأصبحت اقرب الثغور المصرية إلى عاصمة الدولة العثمانية وشهدت رشيد تزواجاً عظيماً بين الفنون العثمانية والمصرية والمغربية وأنشئت بها الدور والحمامات والمساجد وأصبح الثراء الفني والمعماري بهذه المدينة يدل دلالة واضحة على مدى التطور الاقتصادي والفني والمعماري في العصر العثماني.

### الحملة الفرنسية على مصر

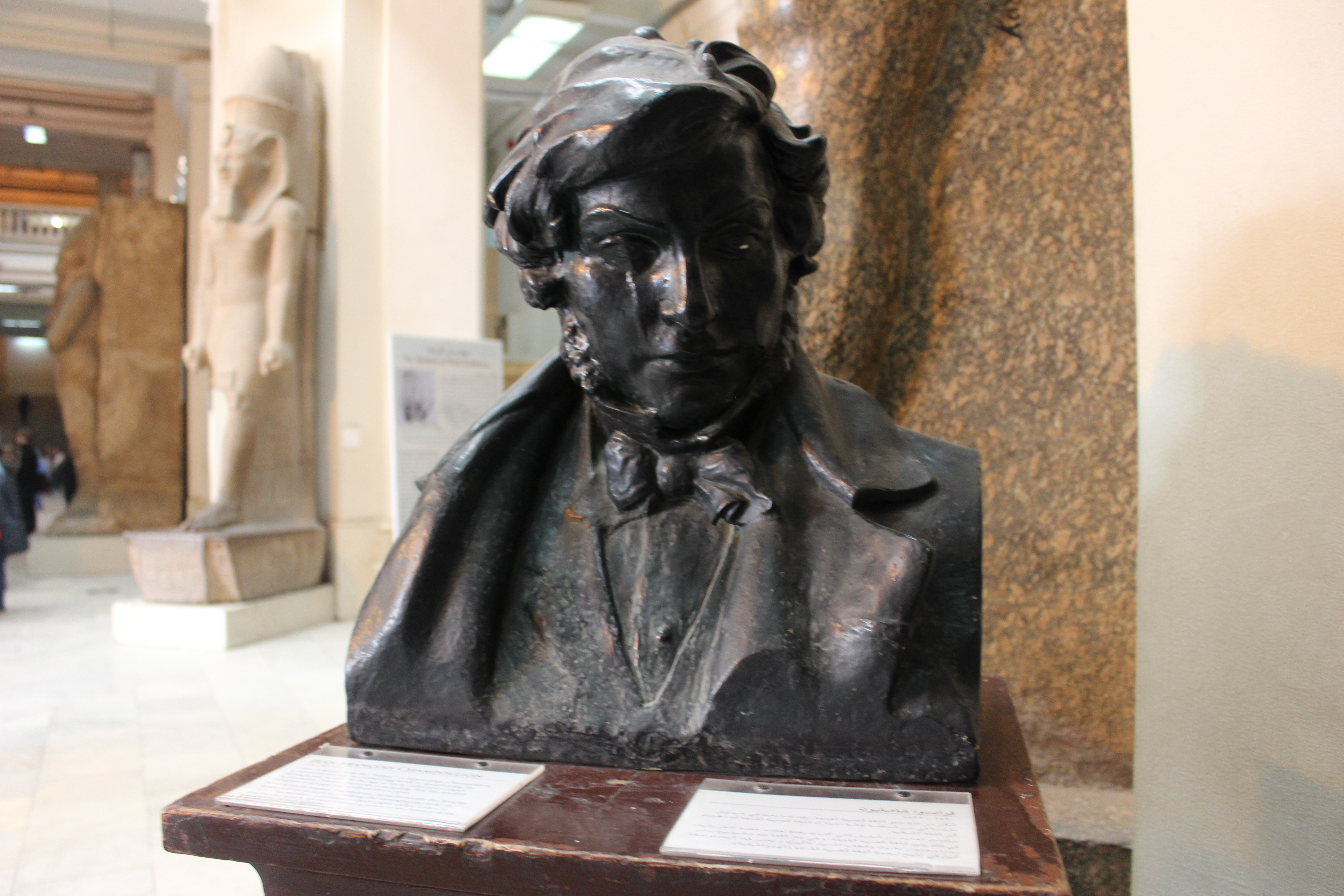
تمثال لفرانسوا شاملبيون (أحد أهم علماء الحملة الفرنسية) داخل المتحف المصري بالقاهرة، مصر.

وفي ظل الإحتلال الفرنسي لمصر فقد استولى الفرنسيون على مدينة رشيد في يوليو 1798م بدون قتال ووضعوا فيها حامية وصار الجنرال مينو حاكماً عليها. وقد أنشأ الفرنسيون معسكرات خارج المدينة لحمايتهم وكانت تسمى «القشلة» وإهتم الفرنسيون بترميم قلعة قايتباى برشيد خاصة بعد هزيمتهم أمام الإنجليز في أبو قير وأطلقوا عليها «قلعة سان جوليان» وهو اسم لأحد جنودهم الذي قتل أثناء الحملة.

### الإحتلال البريطاني لمصر
الحملة وعندما غزا الإنجليز مصر 1807م وشرعوا في غزو رشيد أرسل محمد على النجدة إلى المدينة، كما شرع في بناء سور حول المدينة وأبراج خارجها وقام بتحصين الطوابى بسواحلها، وقد استطاع أهالي رشيد أن يتصدوا لهذا الغزو الإنجليزي ويجبروا الجنرال فريزر على توقيع معاهدة تنص على الإنسحاب الكامل من مصر، إلا أن عصر محمد على كان بداية لإضمحلال المدينة خاصة بعد حفر ترعة المحمودية 1819 والتي تسبب في تحول التجارة إلى مدينة الإسكندرية، ومع أن محمد على قد أنشأ المصانع المختلفة برشيد إلا أنها لم تكن عوضاً عن التجارة وحدث لرشيد ما حدث في الماضي لمدينة رشيد حيث هجرها أهلها وتهدمت منازلها وأغلقت وكالاتها وغطتها الرمال.

### العصر الحديث
وفي العصر الحديث أطلق على مدينة رشيد الاسم اللاتينى Rosetta أي الوردة البيضاء وخلبت المنطقة لب الرحالة والمؤرخين فأبدعوا في وصف مزراعها وحدائقها، كما أن مدينة رشيد لم تأخذ إسمها المكتوب باللاتينى لأنها على شكل الوردة ولكن لأن الحدائق تحيط بالمدينة من كل جانب، وفي نطق الاسم فان العادة التي نتبعها في نطق الصعب حيث أنه مشتق عن الأسم العربي الأصعب وهو رشيد وهي بالتأكيد أكثر مدينة مقبولة في مصر عن أي مكان آخر، وقد بنيت منازلها بصفة عامة بصورة أفضل من منازل القاهرة وكان لموقعها على نهر النيل يعطي منظراً رائعاً للزراعة الأكثر جمالاً وهذا ما أطلقه عليها سونينى «حديقة مصر».
لقد كانت مدينة رشيد من المدن التي لعبت دوراً هاماً في التجارة المصرية على مر العصور نظراً لموقعها وإشرافها على مدخل فرع رشيد حيث أصبحت المدينة أقرب المدن المصرية إلى إستانبول وكانت السفن ترد إليها محملة بالبضائع من أوروبا وأمتلك أهلها السفن التي تنقل البضائع إلى أوروبا مما كان له اثر كبير في الإزدهار الإقتصادي الذي كان من نتائجه تطور العمران وإزدهاره وأصبحت رشيد من المدن ذات الطرز المعمارية الخاصة التي واكبت الإزدهار الإقتصادي الذي كان من نتائجه تطور العمران وإزدهاره. ولقد أعيد بناء هذه المدينة في العصر العثماني حيث لم يتبقى من آثار المماليك سوى الأسوار والقلاع خارجها.

## المعالم الأثرية لرشيد
وتحتفظ مدينة رشيد حتى الآن بالعديد من آثارها التي أقيمت في العصر العثماني والتي يبلغ عددها حالياً اثنان وعشرون منزلاً وحمام وطاحونة بالإضافة إلى إحدى عشر مسجداً وزاوية وثلاثة أضرحة. والمنازل الباقية برشيد تعد أكبر مجموعة منازل أثرية بمدينة واحدة في مصر وقد ضمت هذه المنازل مميزات فريدة كان للظروف الطبيعية أثراً فيها لقرب المدينة من البحر وكثرة الأمطار فصل الشتاء والحرارة الشديدة صيفاً أثره البالغ مما يؤثر سلباً على مبانى هذه المنازل.

### عمـائر مدينة رشيد في العصر العثماني
إزدهرت مدينة رشيد بعمائرها المدنية والدينية على حد سواء في العصر العثماني وكان لموقع مدينة رشيد وأهميتها سبباً في هذا الإزدهار لموقعها على نهر النيل حيث توفر المصدر الأول للمياه لذلك انتشرت حولها الأراضى الخصبة التي استخدمت كمورد للغذاء وإلى جانب المساعدة في تكوين ريف يساعدها في تحقيق مقومات الحياة وكان نهر النيل من عوامل الإتصال بين رشيد ومدن القطر وساعد موقعها على ساحل البحر المتوسط على توفير سبل الإتصال بالعالم الخارجى وكان ذلك سبباً لإزدهار التجارة والعمران بها وأصبحت رشيد في العصر العثماني مدينة تجارية بالدرجة الأولى لذا اكتفى العثمانيون بمراعاة الأساليب الدفاعية في التخطيط خاصة في الشوارع وداخل العمائر كما أنشئت العمائر التي تخدم التحول الجديد لمدينة رشيد كالوكالات والأسواق ودوائر الأرز وانتشرت القصور والمنازل والمساجد والكنائس وأصبحت مدينة عامرة وآهلة بالسكان وقد زاد الاهتمام بإنشاء العمائر بمدينة رشيد في العصر العثماني كدليل على التطور العمرانى والاقتصادي وكان من الطبيعى أن يعتمد سكان مدينة رشيد في تشييد عمائرهم على إمكانيات البيئة المحلية كالطمى في تصنيع مواد البناء واستخدم الجير والحمرة وأحياناً الجبس. وكان التسقيف يتم بالخشب أو بالبناء بالأقبية المتقاطعة أو القباب، وقد سميت أخطاط المدينة باسم الحرف التي كانت تمارس بها وقد كانت المنطقة المحصورة بين مسجد زغلول ومسجد المحلي هي مركز المدينة والمركز التجاري والصناعي وعلى ذلك فإن مدينة رشيد تختلف كثيراً عن المدن التي تنتشر فيها حركة العمران والحياة حول المسجد بل المثير أن مدينة رشيد بها مسجدان تنتشر بينهما الحرف والصناعات ولم يكن للمسجد دور أساسى في تنظيم العمران بالمدينة.
أنشئت العمائر التجارية المختلفة في رشيد كالخانات والقياسر والوكالات إلى جانب الأسواق وقد أشار الرحالة أنه كان برشيد في القرن 17 م عدد كبير من الخانات منها خان سليمان باشا وخان داوود وخان أحمد باشا وخان محمد باشا السلحدار وخان البنادقة. وأنشئت قيسارية رشيد جنوب المدينة في القرن 16 م وقد أقيم العديد من الوكالات والتي زالت ولم يتبق منها شئ ولكن تم التعرف عليها من خلال الوثائق ومنها وكالة الشونى ووكالة الباشا. وقد اقيمت العديد من العمائر الصناعية كالأفران والسيارج والمعاصر ودوائر الأرز والطواحين إلى جانب مصانع القلوع والمنسوجات والتي اندثرت جميعها الآن ما عدا طاحونة أبو شاهين والتي مازالت قائمة حتى الآن بالإضافة إلى الحمامات العامة والتي لم يتبق منها إلا حمام عزوز والبوابات والباقى منها إلى اليوم بوابة أبو الريش بالإضافة إلى العمائر المدنية والمتمثلة في عدد اثنان وعشرون منزلاً والعمائر الدينية المتمثلة في ثلاثة عشر مسجداً وزاوية وضريح خلفتهم الحقبة العثمانية بمدينة رشيد.

### المنازل الأثرية المسجلة بمدينة رشيد
| رقم       | اسم             | وصف                            | موقع                  | مركز/مدينة | محافظة  | تصريح تصوير | الإحداثيات                                        | صورة |
| --------- | --------------- | ------------------------------ | --------------------- | ---------- | ------- | ----------- | ------------------------------------------------- | ---- |
| EG-BH-R1  | منزل عصفور      | تاريخ انشائه 1168هـ – 1754م    | شارع المحلي           | رشيد       | البحيرة | لا          | 31°24′14″N 30°25′14″E / 31.403875°N 30.4204583°E  | صورة |
| EG-BH-R2  | منزل البقرولي   | تاريخ انشائه 1131هـ – 1718 م   | شارع علي الجارم       | رشيد       | البحيرة | لا          | 31°24′06″N 30°25′20″E / 31.401673°N 30.422317°E   | صورة |
| EG-BH-R3  | منزل فرحات      | تاريخ انشائه القرن 12هـ – 18 م | شارع فحيمة            | رشيد       | البحيرة | لا          | 31°24′07″N 30°25′17″E / 31.401815°N 30.421380°E   | صورة |
| EG-BH-R4  | منزل حسيبة غزال | تاريخ انشائه 1223هـ – 1808م    | شارع عثمان أغا        | رشيد       | البحيرة | لا          | 31°24′13″N 30°25′11″E / 31.4036696°N 30.419736°E  | صورة |
| EG-BH-R5  | منزل الأمصيلي   | تاريخ انشائه 1223هـ – 1808 م   | شارع عثمان أغا        | رشيد       | البحيرة | لا          | 31°24′13″N 30°25′11″E / 31.4036637°N 30.4196173°E | صورة |
| EG-BH-R6  | منزل مكي        | تاريخ انشائه 1121هـ –1709م     | شارع الطواحين التلايت | رشيد       | البحيرة | لا          | 31°24′14″N 30°25′07″E / 31.403855°N 30.418743°E   | صورة |
| EG-BH-R7  | منزل المناديلي  | تاريخ انشائه القرن 12هـ – 18م  | شارع الحاج يوسف       | رشيد       | البحيرة | لا          | 31°24′12″N 30°25′08″E / 31.403260°N 30.418877°E   | صورة |
| EG-BH-R8  | منزل ثابت       | تاريخ انشائه القرن 12هـ – 18م  | شارع الشيخ قنديل      | رشيد       | البحيرة | لا          | 31°24′11″N 30°25′11″E / 31.403155°N 30.419588°E   | صورة |
| EG-BH-R9  | منزل طبق        | تاريخ انشائه القرن 12هـ – 18م  | شارع الشيخ قنديل      | رشيد       | البحيرة | لا          | 31°24′10″N 30°25′11″E / 31.402839°N 30.419639°E   | صورة |
| EG-BH-R10 | منزل القناديلي  | تاريخ انشائه القرن 12هـ – 18م  | شارع الشيخ قنديل      | رشيد       | البحيرة | لا          | 31°24′10″N 30°25′11″E / 31.402775°N 30.419661°E   | صورة |
| EG-BH-R11 | منزل الميزوني   | تاريخ انشائه 1153هـ – 1740م    | شارع بدر الدين        | رشيد       | البحيرة | لا          | 31°24′08″N 30°25′15″E / 31.402233°N 30.420760°E   | صورة |
| EG-BH-R12 | منزل التوقاتلي  | تاريخ انشائه القرن 12هـ – 18م  | شارع محمد كريم        | رشيد       | البحيرة | لا          | 31°24′12″N 30°25′08″E / 31.403260°N 30.418877°E   | صورة |
| EG-BH-R13 | منزل الجمل      | تاريخ انشائه القرن 12هـ – 18م  | شارع بدر الدين        | رشيد       | البحيرة | لا          | 31°24′05″N 30°25′10″E / 31.401311°N 30.4193334°E  | صورة |
| EG-BH-R14 | منزل رمضان      | تاريخ انشائه القرن 12هـ – 18م  | شارع دهليز الملك      | رشيد       | البحيرة | لا          | 31°24′05″N 30°25′09″E / 31.401300°N 30.419112°E   | صورة |
| EG-BH-R15 | منزل علوان      | تاريخ انشائه القرن 12هـ – 18م  | شارع دهليز الملك      | رشيد       | البحيرة | لا          | 31°24′05″N 30°25′15″E / 31.401297°N 30.420745°E   | صورة |
| EG-BH-R16 | منزل محارم      | تاريخ انشائه القرن 12هـ – 18م  | شارع دهليز الملك      | رشيد       | البحيرة | لا          | 31°24′05″N 30°25′09″E / 31.4013091°N 30.419227°E  | صورة |
| EG-BH-R17 | منزل أبوهم      | تاريخ انشائه القرن 12هـ – 18م  | شارع دهليز الملك      | رشيد       | البحيرة | لا          | 31°24′05″N 30°25′09″E / 31.401409°N 30.4192156°E  | صورة |
| EG-BH-R18 | منزل كوهية      | تاريخ انشائه القرن 12هـ – 18م  | شارع دهليز الملك      | رشيد       | البحيرة | لا          | 31°24′05″N 30°25′08″E / 31.4012994°N 30.4187778°E | صورة |
| EG-BH-R19 | منزل بسيوني     | تاريخ انشائه القرن 12هـ – 18م  | شارع دهليز الملك      | رشيد       | البحيرة | لا          | 31°24′05″N 30°25′08″E / 31.4013041°N 30.4189286°E | صورة |
| EG-BH-R20 | منزل درع        | تاريخ انشائه القرن 12هـ – 18م  | شارع الحاج يوسف       | رشيد       | البحيرة | لا          | 31°24′12″N 30°25′08″E / 31.403260°N 30.418877°E   | صورة |
| EG-BH-R21 | منزل جلال       | تاريخ انشائه القرن 12هـ – 18م  | شارع بدر الدين        | رشيد       | البحيرة | لا          | 31°24′08″N 30°25′14″E / 31.402221°N 30.420659°E   | صورة |
| EG-BH-R15 | منزل عرب كلى    | تاريخ انشائه القرن 12هـ – 18م  | شارع الجيش            | رشيد       | البحيرة | نعم         | 31°24′18″N 30°25′20″E / 31.404888°N 30.422147°E   | صورة |

### العناصر المعمارية بمنازل رشيد الأثرية

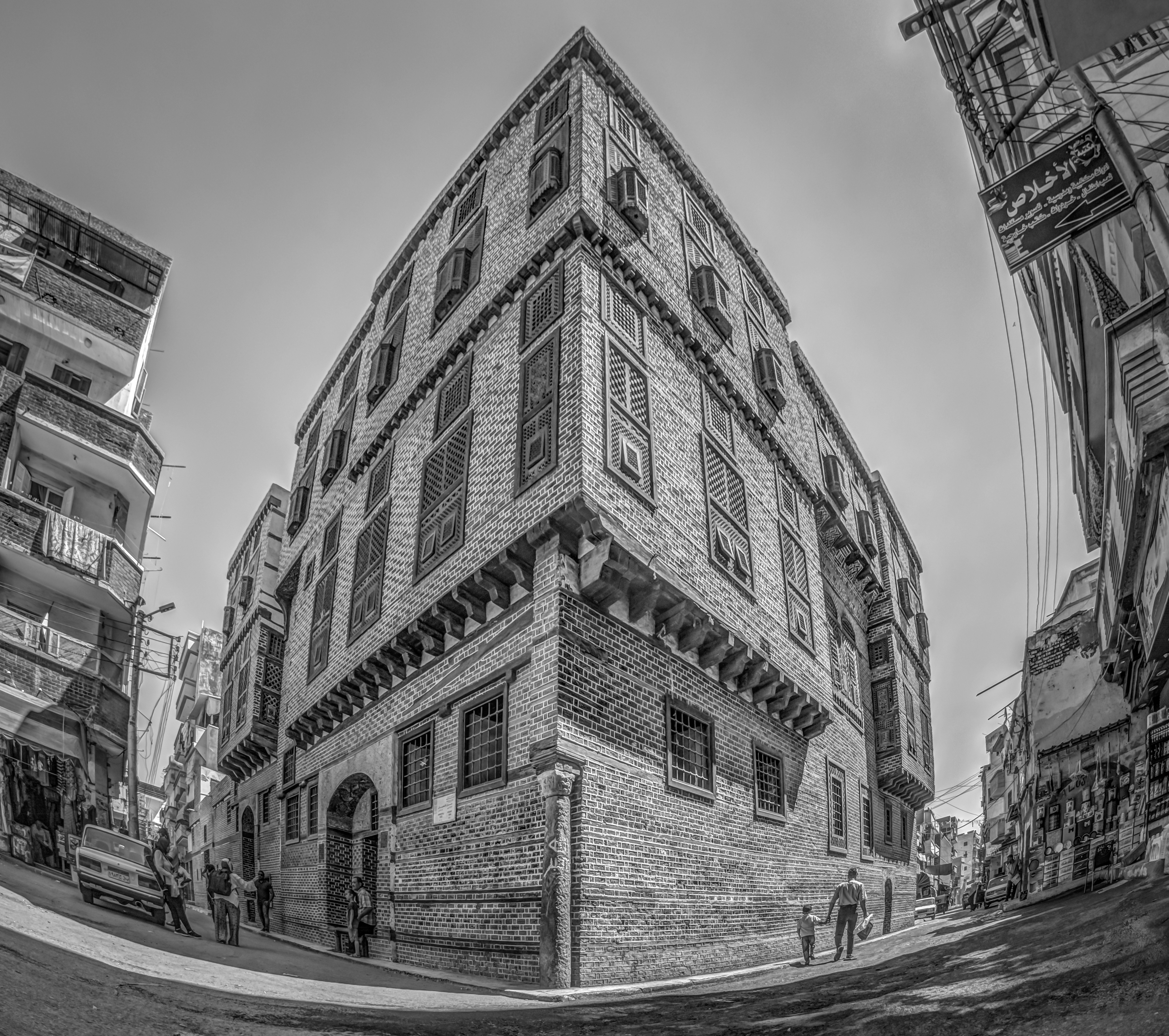
صورة بانوراما لمنزل الأمصيلي برشيد

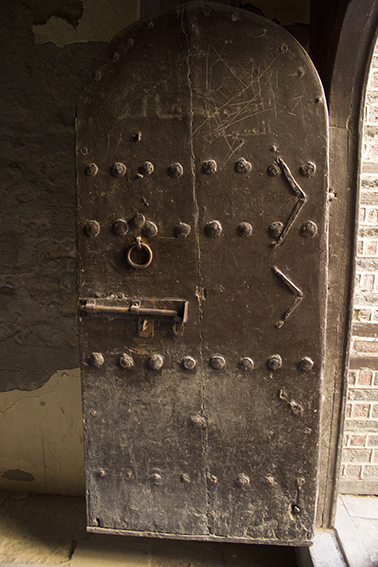
أحد الأبواب بمنزل الأمصيلي برشيد.

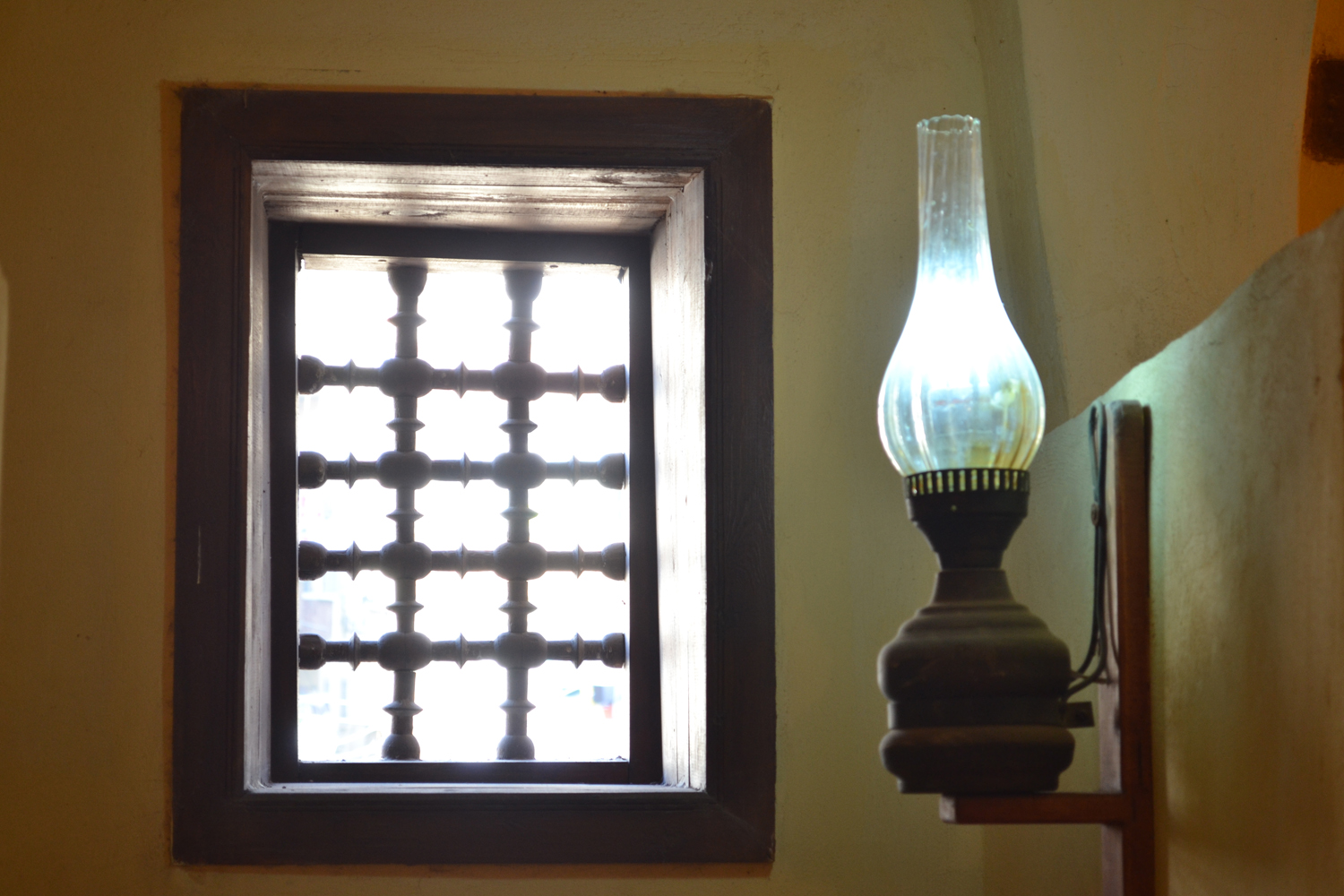
أحد الشبابيك بمنزل الأمصيلي برشيد.

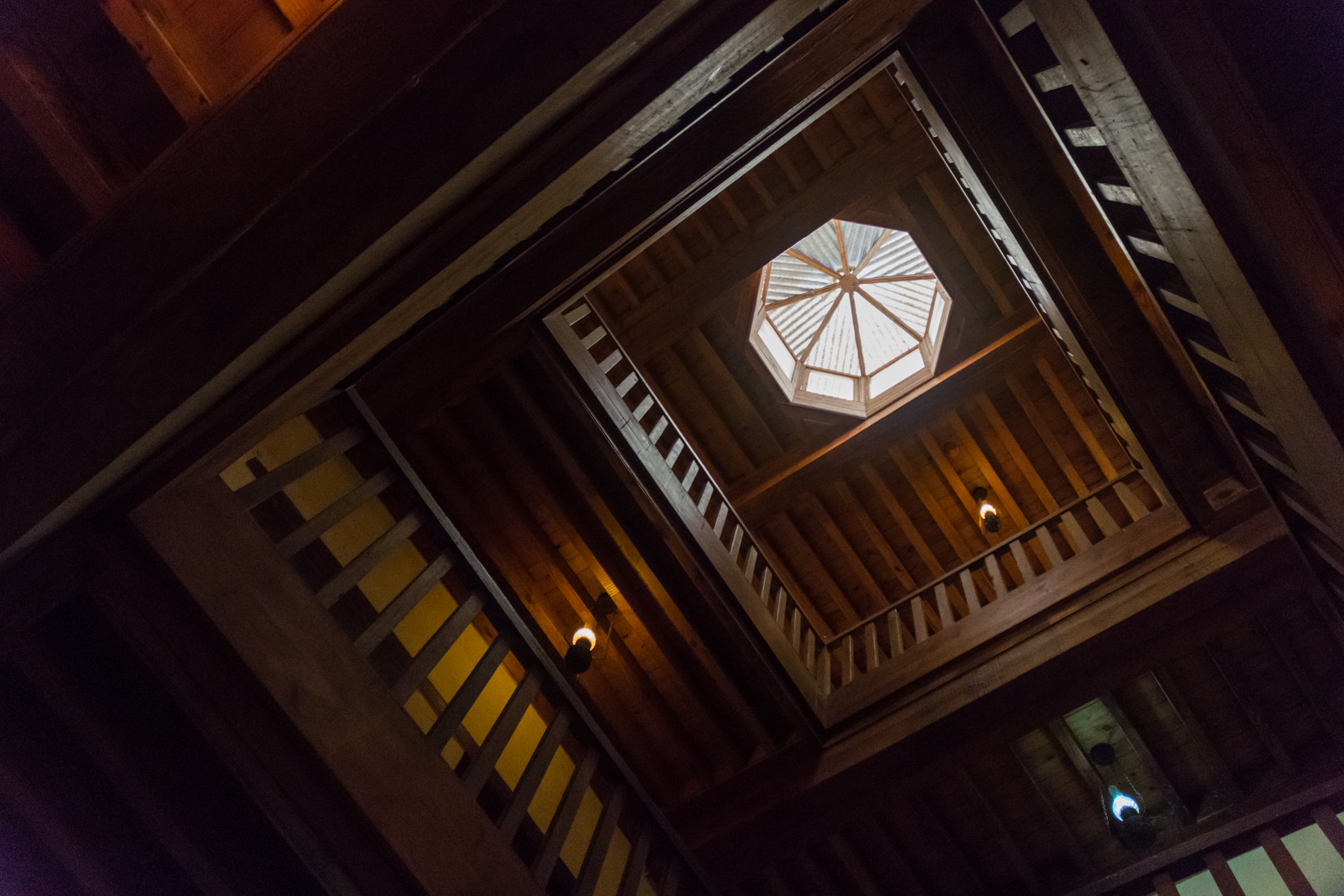
أحد الأسقف بمنزل الميزوني برشيد.

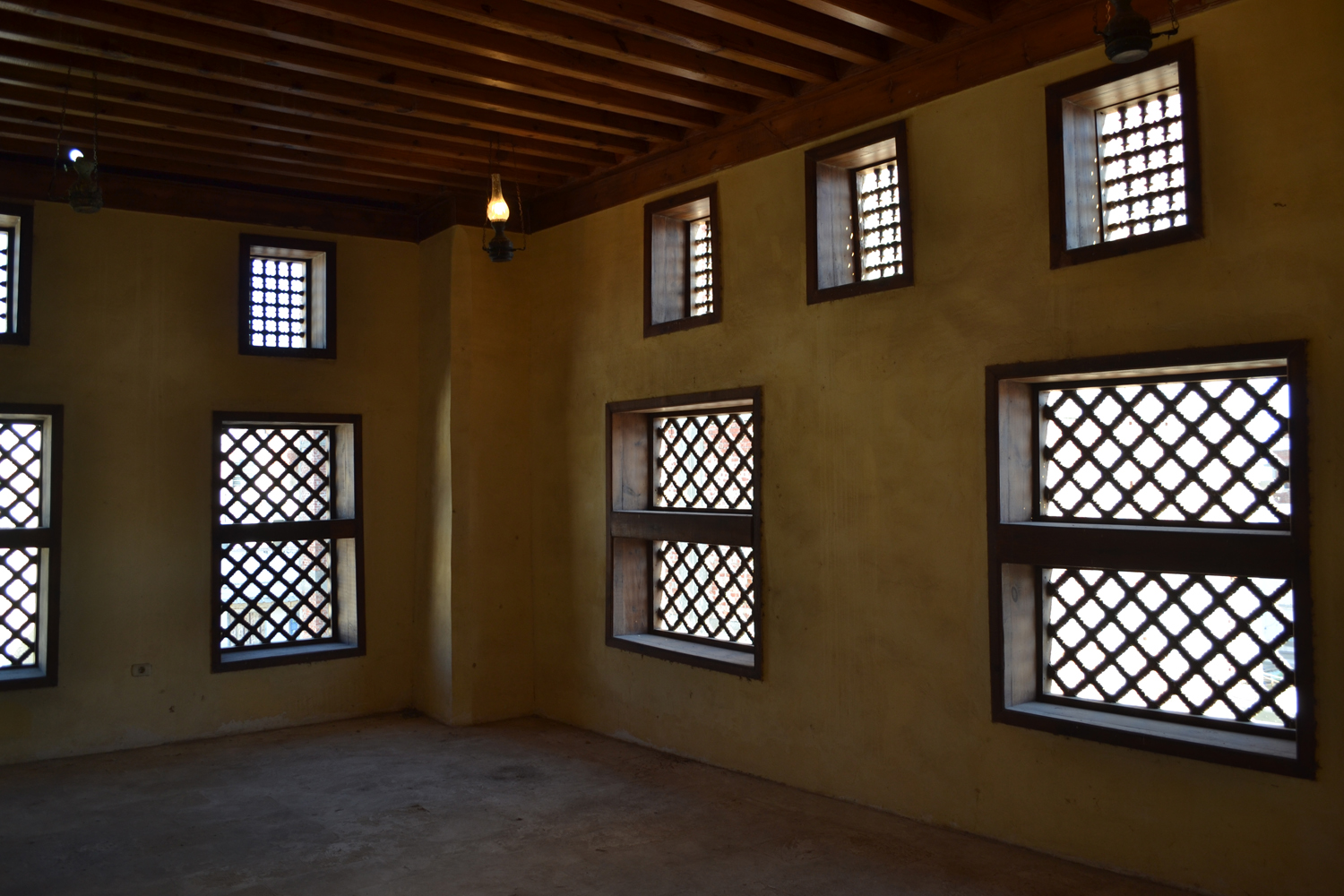
صورة لشبابيك المنزل من الداخل

1. الواجهات والمداخل: استخدم الطوب في بناء منازل رشيد واستخدمت الأحجار التي جلبت من مدينة بولبتين إلى جانب الأعمدة والتيجان القديمة وتميزت الواجهات بأنها مزينة بالطوب المنجور الأسود والأحمر مع استخدام مونة القصرمل والجير والحمرة مع استخدام الجبس لتنفيذ اللحامات البارزة بين الطوب كما حرص المعمار على إبراز كتلة المدخل الرئيسية وتنفيذ زخارف من الجص والفخار على المداخل تضم عناصر هندسية وكتابات ومن العناصر الهامة في واجهات المنازل الميدات الخشبية التي تتخلل الجدران لتقويتها.
2. الشبابيــــك: تنوعت بين الحديد والخشب ويلاحظ أن شبابيك الدور الأرضى بالمنازل مرتفعة وشبابيك الادوار العليا تعلوها مناور وتم تنفيذ شبابيك جانبية (قواصف) من خشب الخرط المتنوع الأشكال للتهوية.
3. الفتحــــــات: وهي الفتحات النافذة سواء كانت بالجدران وبالأسقف ومنها الفتحات المستطيلة كأبواب المخازن والوكالات بالمنازل والأبواب ذات الخوخات والأبواب الداخلية التي تغلق على الحجرات والفتحات المعقودة كما في أبواب الأسبلة والإصطبلات والأبواب الداخلية التي تغلق على الأدوار المختلفة للمنازل والنوع الثالث من الفتحات تلك الفتحات المزدوجة والتي تنقسم إلى قسمين بواسطة عمود من الرخام وكل قسم منها معقود بعقد نصف دائرى وتوجد هذه الفتحات بالمنازل خلف الأواوين أما النوع الرابع فهي المزغلية ووجدت في الحمامات.
4. الأبــــواب: تنوعت أبواب المنازل فمنها الأبواب الداخلية والخارجية أما الأبواب الخارجية فتشمل الأبواب ذات الخوخات والأبواب الخالية من الخوخات أما الابواب الداخلية فهي التي تؤدى إلى ادوار المنازل المختلفة فكل منها من ضلفة واحدة، وقد دعمت بعض الأبواب الخارجية والداخلية بالمنازل بالمسامير الحديدية المكوبجة زيادة في الحماية والتحصين.
5. الأسقــــــف: لعب الخشب دوراً معمارياً وإنشائياً هاماً في أسقف المنازل بمدينة رشيد في العصر العثماني ويتكون السهم من براطيم يعلوها ألواح من الطبق الخشب ولقد راعى المعمار أن تكون كل غرفة مستقلة في سقفها عن الغرفة المجاورة ومن الأساليب المعمارية في تنفيذ أسقف المنازل إسلوب أسقف التخفيف والذي يتكون فيه السقف من سقفين بينهما مسافة 50 سم بحيث يصبح العلوى عبارة عن أرضية الحجرة على أن تسير البراطيم في إتجاه معاكس.
6. الأقبية المتقاطعة: ابدع المعمار في استخدام الأقبية المتقاطعة في تغطية حواصل المخازن والوكالات بالمنازل لإمكان إحراز إكبر اتساع بالحواصل والدورقاعات وتميزت الدركاوات بالمخازن والوكالات باستخدام الأقبية المتقاطعة ذات الخوصات وكان يتم عمل سقف خشبى يعلو هذه الأقبية وهو غير محمل عليها.
7. الســــلالــــم: انتشر استخدام السلالم بالمنازل للوصول إلى الأدوار المختلفة وهناك سلالم داخل وكالات المنازل من الدور الأرضى إلى الدهليز فقط وبنيت السلالم من الطوب والبلاط الحجارى مع استخدام الأنوف الخشبية لحماية درج السلم واستخدمت بعض السلالم الحجرية بالمنازل أيضاً.
8. الأسبلة بالمنازل : ضمت منازل رشيد عدداً من الأسبلة التي ألحقت بها وكان المكان المخصص لإنشاء السبيل يشرف على الطريق بواجهة أو واجهتين وهناك نوعان من الأسبلة بمنازل رشيد أولها السبيل ذو الشباك الواحد والثانى فهو السبيل ذو الشباكين وقد صنعت شبابيك الأسبلة من المصبعات والأكر النحاسية وأحيطت بعض الأسبلة بالأشرطة الرخامية التي نفذت عليها الزخارف النباتية والكتابات وفي أحيان أخرى بلاطات القاشانى وضمت هذه الأسبلة أحواضاً من الرخام والآخر ضم أحواض من الحجر الجيرى.
9. الحمامات والمطابخ: ضمت منازل رشيد عدداً من الحمامات أقيمت بأدوار الحريم ويتكون الحمام من بيت الوقود يضم قدراً من الفخار ودست من النحاس للماء الحار وبيت الحرارة الذي يتم الدخول إليه من مجاز البيت الدافئ عن طريق ممر معقود يشبه الحرف اللاتينى "L " ويضم بيت الحرارة حجرة الاستحمام التي تعلوها قبة ضحلة بها فتحات مغطاة بزجاج ملون. أما المطابخ بمنازل رشيد فقد تكونت عناصرها من مصطبة مبنية بالطوب بها فتحة لوضع الأدوات الخاصة بالمطبخ ويعلو المصطبة عقد خاص لحجز الدخان حتى لا يتسرب لداخل المنزل ويتم تصريفه عن طريق المداخن المبنية بالطوب ولها قصبة توصل الدخان إلى اعلى.
10. الأغـــانيـــات : كانت الأغانيات من العناصر التي انتشرت بجميع منازل رشيد وهي دواليب من الخشب البعض منها كان مطعماً بالعاج والصدف وانتشرت بها العناصر المعمارية والفنية وبعض عناصر الخرط الخشبى المتنوع والمفاريك والأشكال الهندسية ولقد حرص المعمار أن تكون تلك الأغانيات موازية لبراطيم الأسقف الخشبية بالحجرات الرئيسية بالمنازل.
11. الخــزائـن الحــائطيــة : استمر استخدام الحنايا بالجدران والتي ظهرت بالمنازل القبطية حتى العصر العثماني وقد ظهرت تلك الحنايا بمنازل مدينة رشيد وكان الهدف منها هو التخفيف من ثقل الجدران ودعت الضرورة إلى استغلال هذه الحنايا لتنفيذ خزائن حائطية لشغل الفراغ وزينت بالخورنقات.
12. الأواويــن والــدكــــك : تعد الأواوين من العناصر المعمارية وكان مكانها يتصدر الدور قاعة، والإيوان بمنازل رشيد هو المقابل للتختبوش بمنازل القاهرة ويقع الإيوان دائماً أمام شباك مزدوج يقوم على عمود من الرخام وكان يطل على الشارع أو الفناء وملحق بالإيوان دكة من الخشب للجلوس.
13. الأحجبـــــة : يعد حجاب منزل الامصيلى بالدور الأرضى المثال الوحيد للأحجبة بعمائر رشيد وينقسم إلى ثلاثة اقسام يعلو كل منها عقد مدبب وترتكز على عمودين رخاميين وسد هذا الحجاب بالخرط الصهريجى والميمونى، والباب من الحشوات الخشبية.

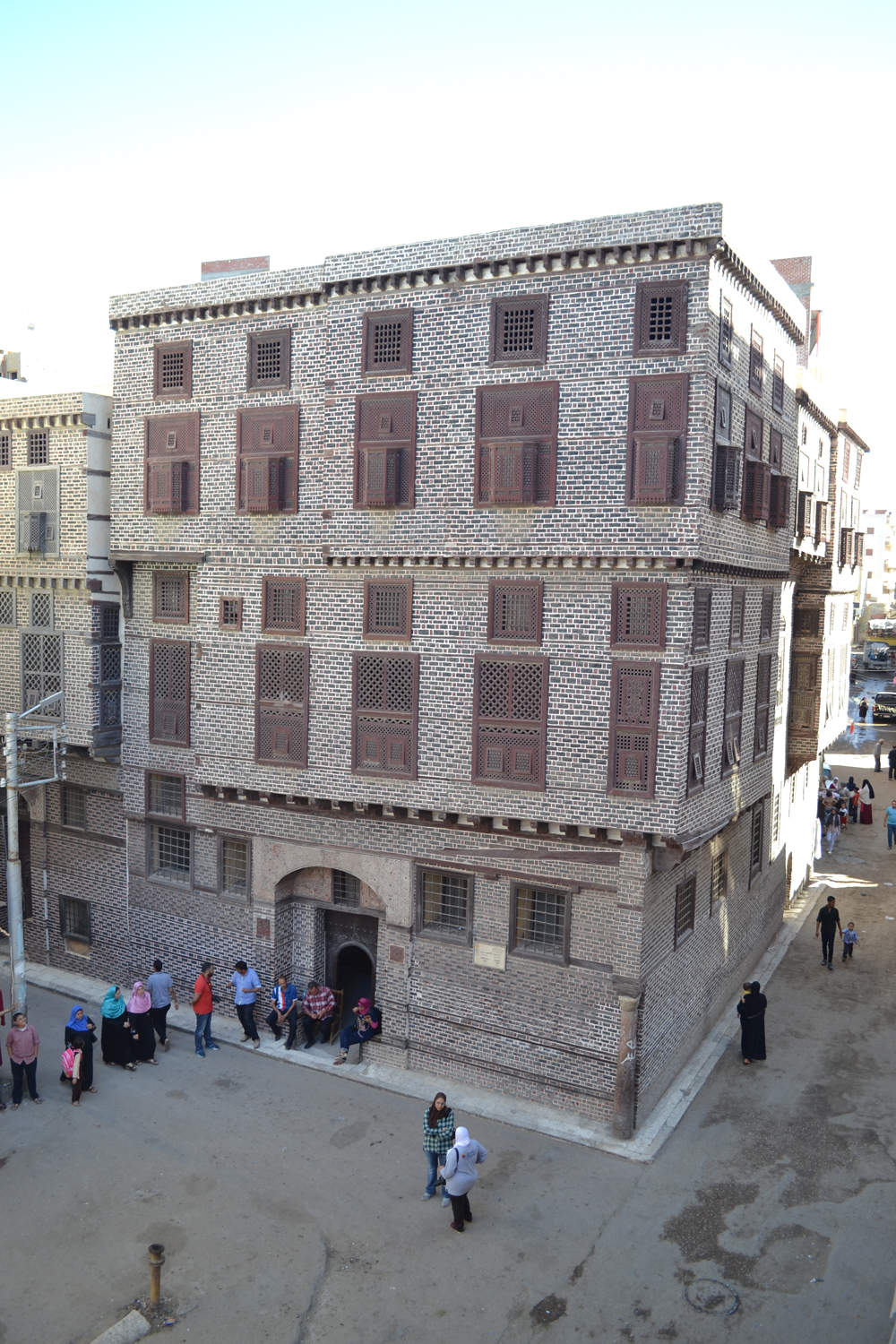
صورة من الواجهة الخارجية
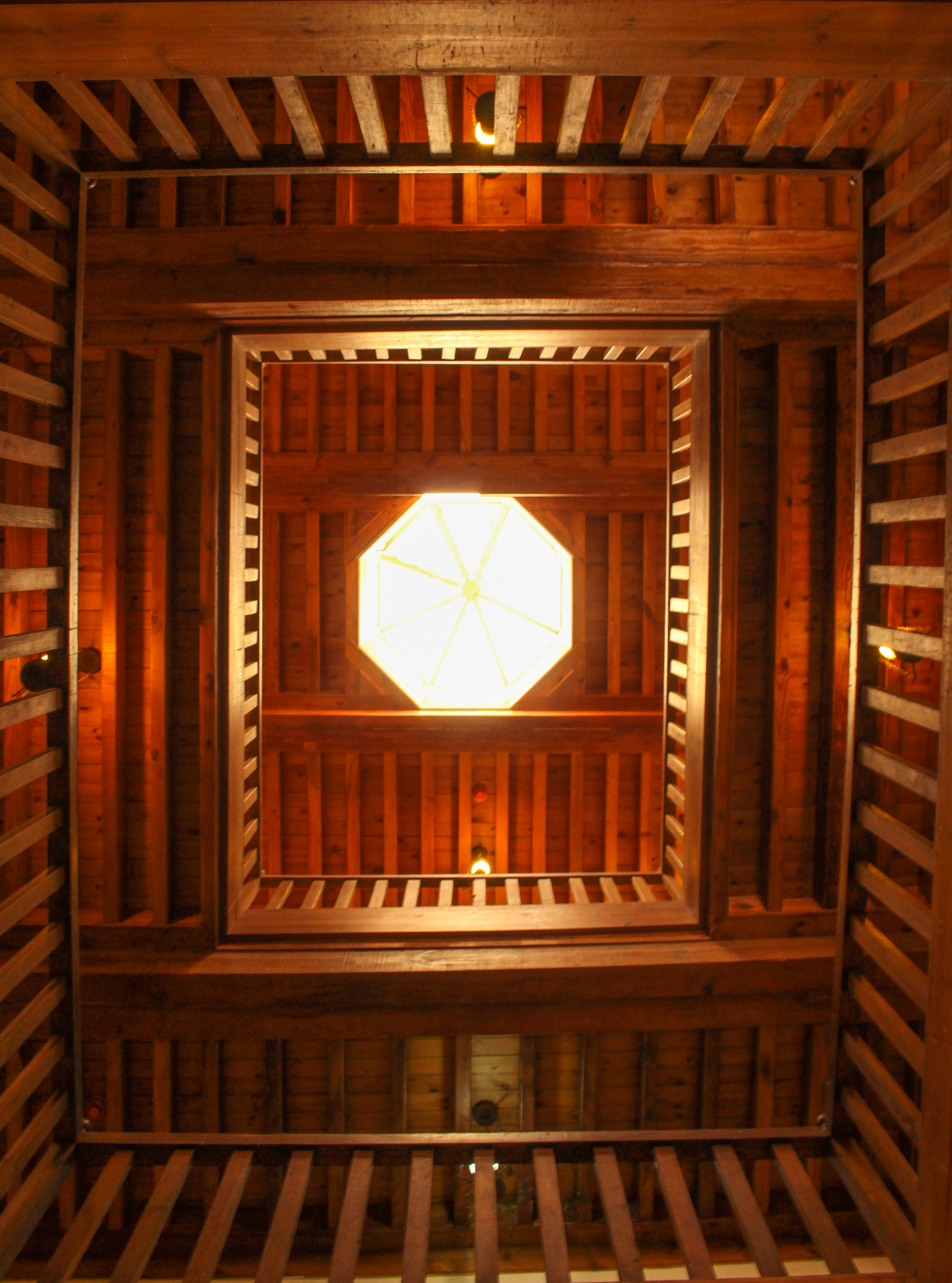
سقف لمنزل الميزوني
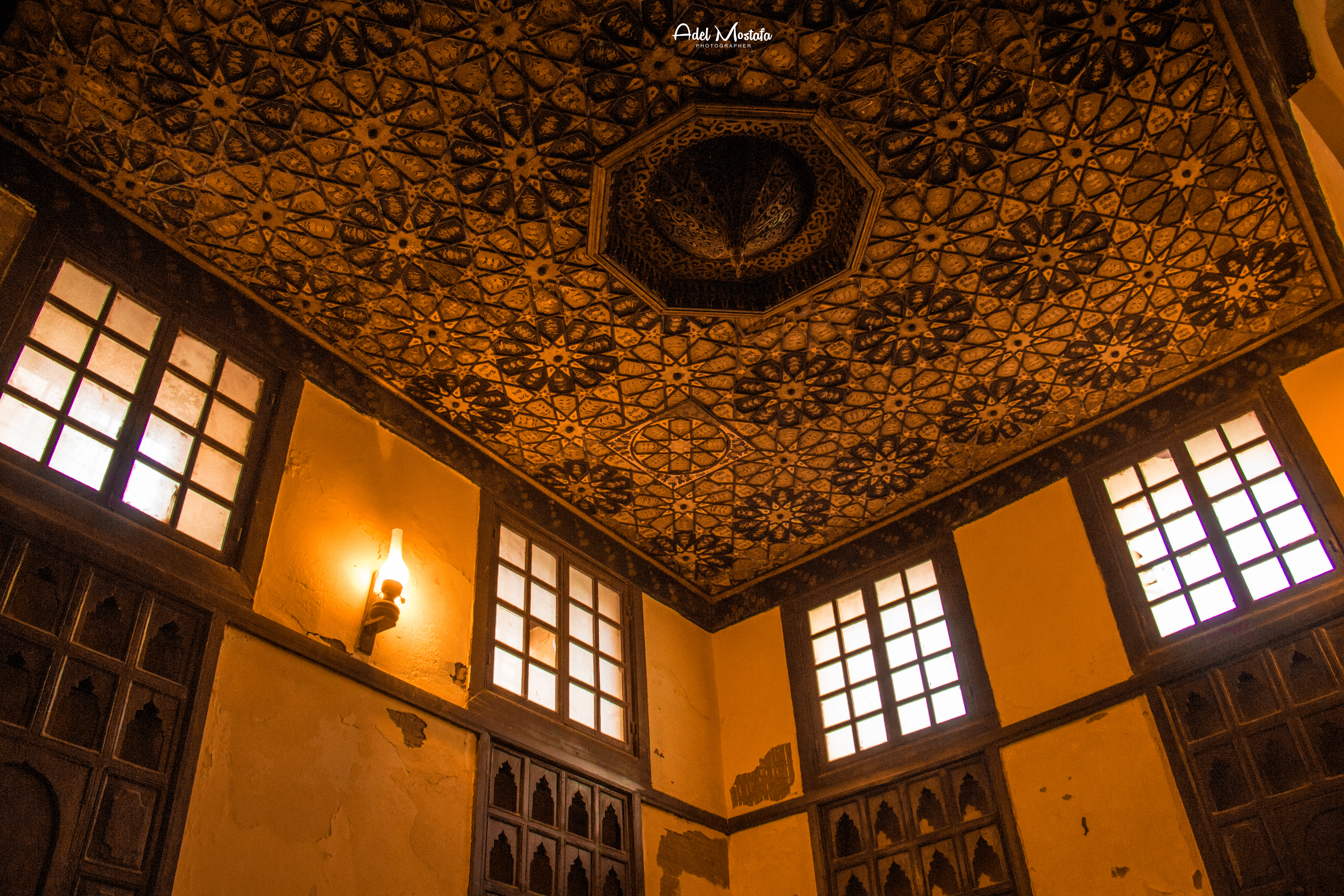
سقف منزل الأمصيلي من الداخل
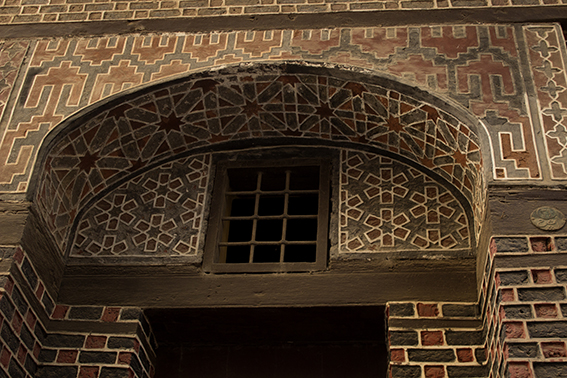
الزخارف الخارجية للمنزل
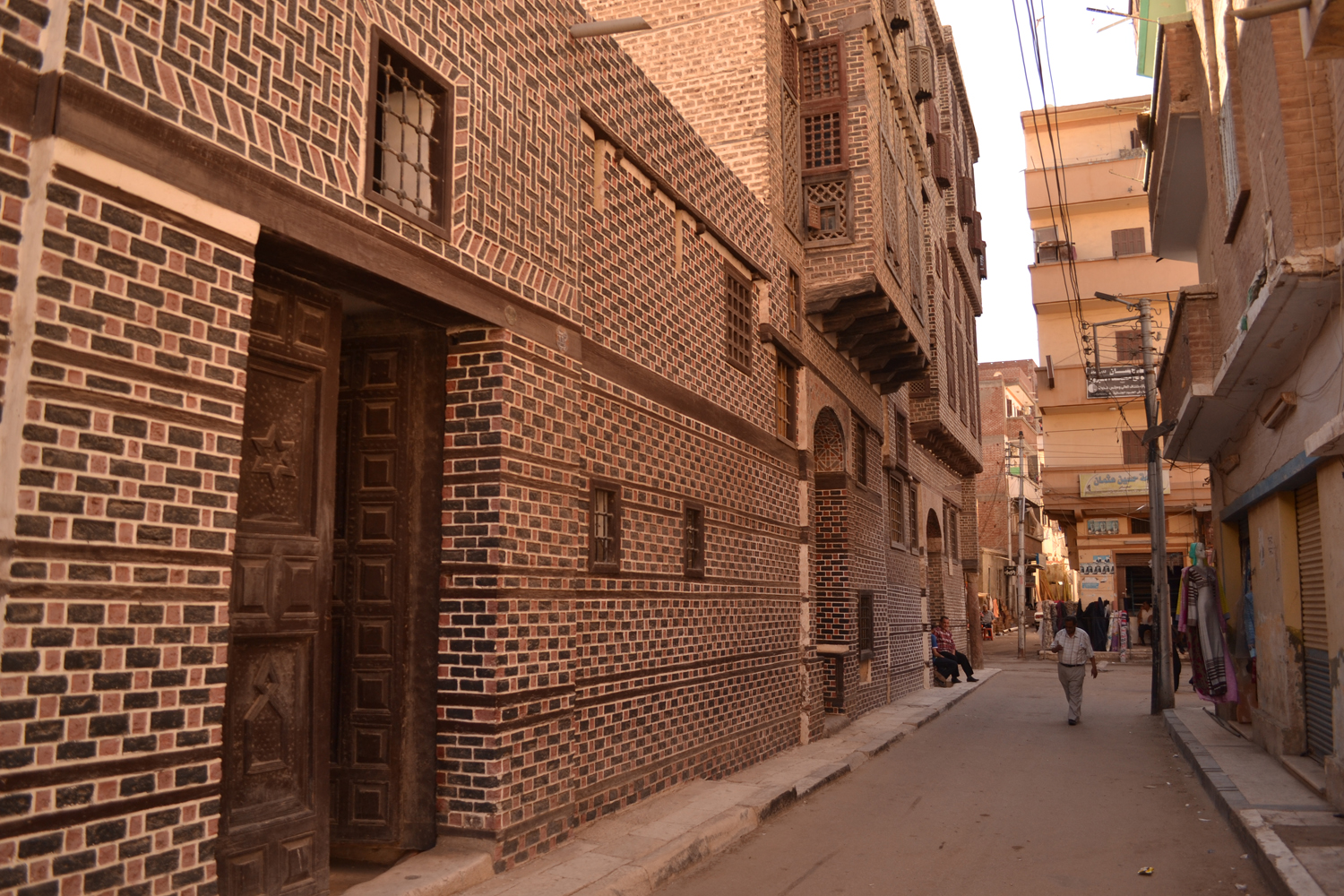
الشارع الجانبي للمنزل
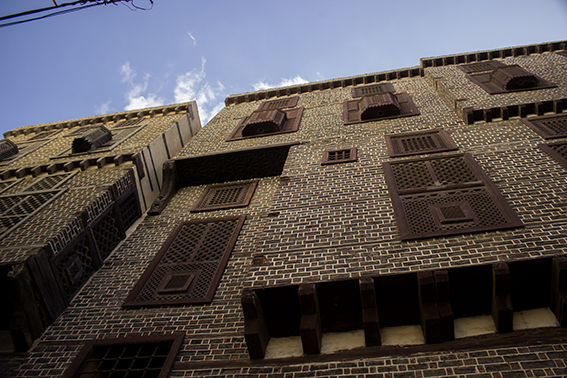
الشبابيك الخارجية للمنزل
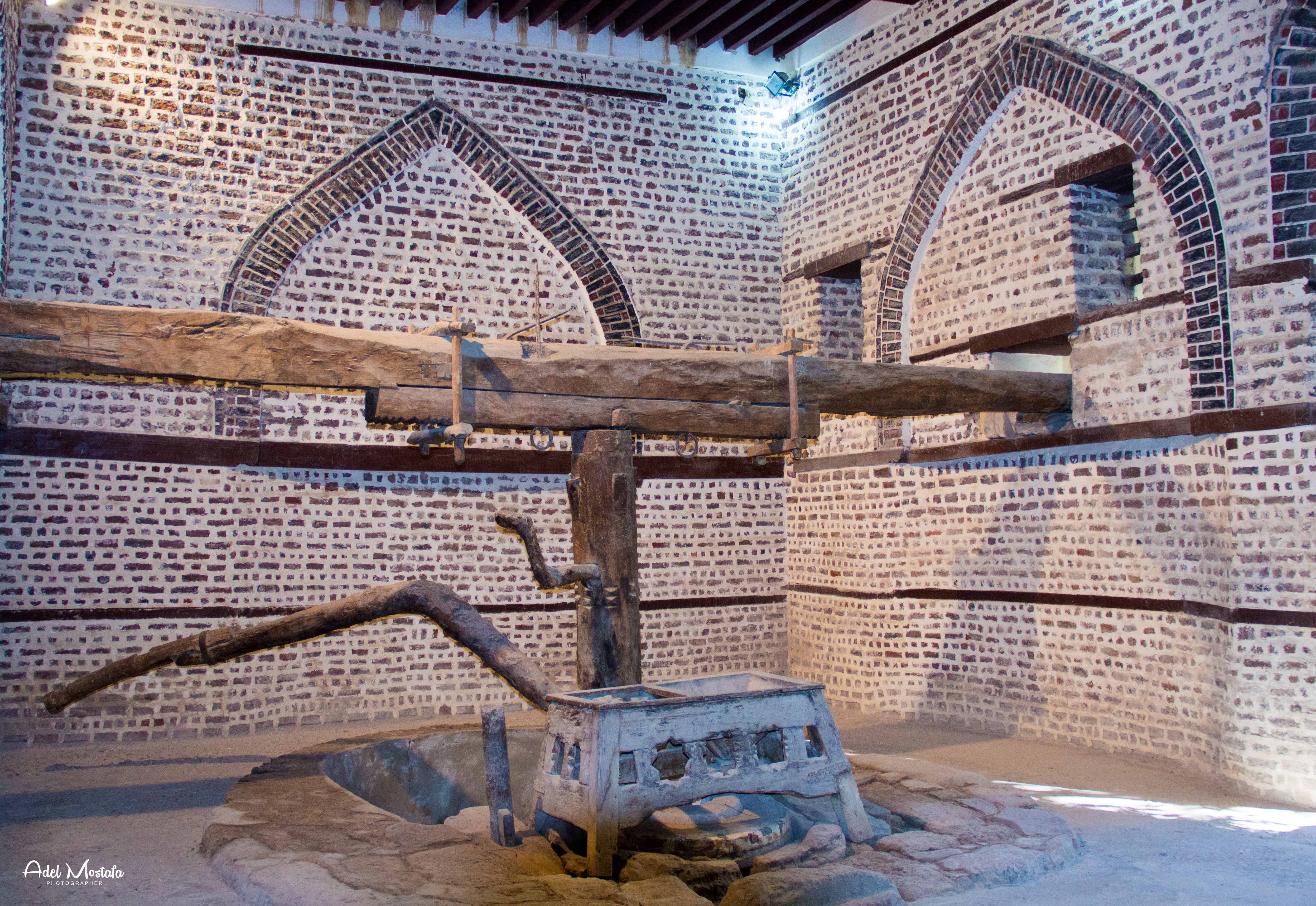
طاحونة غلال بمنزل الميزوني
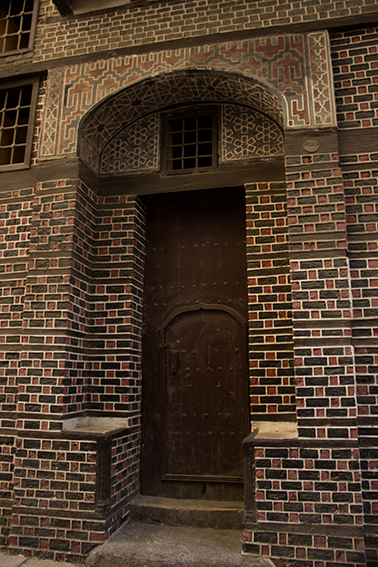
صورة للبوابة الخارجية بالمنزل

### العمائر الدينية المسجلة بمدينة رشيد
| رقم      | اسم                | وصف                             | موقع               | مركز/مدينة | محافظة  | تصريح تصوير | الإحداثيات                                       | صورة |
| -------- | ------------------ | ------------------------------- | ------------------ | ---------- | ------- | ----------- | ------------------------------------------------ | ---- |
| EG-BH-R1 | مسجد وقبة الصامت   | تاريخ انشائه 1174هـ – 1760م     | شارع زغلول         | رشيد       | البحيرة | لا          | 31°24′14″N 30°25′14″E / 31.403875°N 30.4204583°E | صورة |
| EG-BH-R1 | مسجد المشيد بالنور | تاريخ انشائه 1178هـ – 1764م     | شارع سيدي النور    | رشيد       | البحيرة | لا          | 31°24′14″N 30°25′14″E / 31.403875°N 30.4204583°E | صورة |
| EG-BH-R1 | مسجد المحلي        | تاريخ انشائه 1134هـ – 1722م     | شارع السوق العمومي | رشيد       | البحيرة | لا          | 31°24′14″N 30°25′14″E / 31.403875°N 30.4204583°E | صورة |
| EG-BH-R1 | مسجد الجندي        | تاريخ انشائه 1133هـ – 1721م     | شارع السوق العمومي | رشيد       | البحيرة | لا          | 31°24′14″N 30°25′14″E / 31.403875°N 30.4204583°E | صورة |
| EG-BH-R1 | مسجد دومقسيس       | تاريخ انشائه 1116هـ – 1714م     | شارع علي الجارم    | رشيد       | البحيرة | لا          | 31°24′14″N 30°25′14″E / 31.403875°N 30.4204583°E | صورة |
| EG-BH-R1 | مسجد العباسي       | تاريخ انشائه 1224هـ – 1809م     | شارع كورنيش النيل  | رشيد       | البحيرة | لا          | 31°24′14″N 30°25′14″E / 31.403875°N 30.4204583°E | صورة |
| EG-BH-R1 | مسجد العربي        | تاريخ انشائه 1219هـ – 1804م     | شارع الشيخ تقا     | رشيد       | البحيرة | لا          | 31°24′14″N 30°25′14″E / 31.403875°N 30.4204583°E | صورة |
| EG-BH-R1 | زاوية الشيخ قنديل  | تاريخ انشائه القرن 12هـ – 18م   | شارع الشيخ قنديل   | رشيد       | البحيرة | لا          | 31°24′14″N 30°25′14″E / 31.403875°N 30.4204583°E | صورة |
| EG-BH-R1 | زاوية الباشا       | تاريخ انشائه القرن 12هـ – 18م   | شارع وكالة القنصل  | رشيد       | البحيرة | لا          | 31°24′14″N 30°25′14″E / 31.403875°N 30.4204583°E | صورة |
| EG-BH-R1 | مسجد زغلول         | تاريخ انشائه عام 895هـ – 1577م  | شارع زغلول         | رشيد       | البحيرة | لا          | 31°24′14″N 30°25′14″E / 31.403875°N 30.4204583°E | صورة |
| EG-BH-R1 | مسجد أبو مندور     | تاريخ انشائه عام 1312هـ – 1897م | شارع أبومندور      | رشيد       | البحيرة | لا          | 31°24′14″N 30°25′14″E / 31.403875°N 30.4204583°E | صورة |